# 4947 Ninkasi
A 4947 Ninkasi (ideiglenes jelöléssel 1988 TJ1) egy földközeli kisbolygó. Carolyn Shoemaker fedezte fel 1988. október 12-én.